# Central Broward Regional Park
Der Central Broward Regional Park ist eine Sportanlage in Lauderhill in Florida in den Vereinigten Staaten. Es wird vorwiegend als Cricketstadion genutzt.

## Kapazität und Infrastruktur
Es verfügt über 8.150 Sitzplätze und kann temporär auf bis zu 20.000 Personen erweitert werden. Es verfügt über eine Flutlichtanlage. Die Wicket-Enden heißen North End und Pavillion End.

## Geschichte
Erbaut im Jahr 2007 für 70 Millionen US-Dollar, hatte es das Ziel als erstes internationales Cricket-Stadion in den USA die Stadt zu promoten. Jedoch gestaltete sich dies schwierig, da vor allem zu Beginn kaum Cricket-Spiele nach Lauderhill vergeben wurden. So wurde das Stadion auch für andere Sportveranstaltungen, wie Rugby Union, genutzt.

## Internationales Cricket
Das erste hier ausgetragene internationale Spiel war eine Twenty20-Serie zwischen Neuseeland und Sri Lanka im Mai 2010. Seitdem wurde es vereinzelt für internationale Begegnungen verwendet, vor allem wenn die West Indies einzelne Serien in den Vereinigten Staaten austragen. Auch wurden hier vier Spiele des ICC Men’s T20 World Cup 2024 ausgetragen.

## Nationales Cricket
Im Rahmen der von den West Indies veranstalteten Caribbean Premier League, wurden seit der Saison 2016 hier vereinzelte Spiele ausgetragen.